# Balkan
Il Balkan era un piroscafo della Compagnie de Navigation Fraissinet che svolgeva il servizio tra la Corsica e Marsiglia. Affondò dopo essere stato colpito da un siluro di un U-Boot tedesco nelle acque al largo di Calvi; nell'affondamento morirono 417 su 519 passeggeri e membri dell'equipaggio, in gran parte soldati in licenza che tornavano a casa. 

## Caratteristiche
Il piroscafo Balkan da 1.709 tonnellate fu costruito nel cantiere navale A. McMillan & Sons a Dumbarton in Scozia, sul Clyde, e venne varato il 26 dicembre 1882. La nave era lunga 79,25 metri e larga 11,13 metri, aveva un camino, due alberi e una sola elica. La propulsione era fornita da un motore a vapore a due cilindri, che produceva 231 cavalli nominali (NHP).
Il Balkan venne costruito per la Compagnie de Navigation Fraissinet di Marsiglia, compagnia fondata nel 1836 da Marc Fraissinet, che manteneva una linea dal sud della Francia al Mediterraneo orientale e al Mar Nero con scali a Costantinopoli, Sulina, Odessa, Varna e Galați.
Durante la prima guerra mondiale venne utilizzato per effettuare il collegamento con la Corsica tra Marsiglia e Bastia.

## Affondamento
Giovedì 15 agosto 1918, alle 9 del mattino, sotto il comando del Capitano Jacques Antoine Giorgi, il Balkan salpò da Marsiglia diretto a Bastia. A bordo c'erano 32 membri dell'equipaggio e 487 passeggeri, tra cui 300 soldati francesi in licenza. I restanti viaggiatori erano civili, tra cui molte donne e bambini. 
Alle 13.35 del 16 agosto, il piroscafo venne colpito da un siluro a otto miglia nautiche a nord-ovest da Calvi. La nave era stata attaccata dal sottomarino tedesco UB 48 sotto il comando del Kapitänleutnant Wolfgang Steinbauer. La forza dell'impatto danneggiò l'antenna trasmittente, cosicché l'operatore radio non poté lanciare la chiamata di emergenza. Il Balkan subì un pesante sbandamento a babordo, finché non rimase in acqua in verticale e affondò due minuti dopo (posizione 42.40 N, 08.39 E).
417 passeggeri e membri dell'equipaggio perirono. 102 persone (12 membri dell'equipaggio e 90 passeggeri) sopravvissero. Remarono verso il faro di Revellata finché alle dieci circa furono individuati da due idrovolanti, tre miglia al largo della costa, e alla fine vennero soccorsi da una nave.